# François-Joseph Navez
François-Joseph Navez (Charleroi, 1787 - Brussel, 1869) was een Belgische neoclassicistische kunstschilder.
Hij was een leerling van Jacques-Louis David en verbleef tussen 1817 en 1822 in Italië. Van 1835 tot 1862 was hij directeur van de Koninklijke Academie voor Schone Kunsten te Brussel. Navez was een zeer succesvol schilder van portretten. Hij schilderde ook veel historieschilderijen en doeken met mythologische thema's.
Tot zijn leerlingen behoorden Navez' schoonhoveen Jan Frans Portaels, een oriëntalistisch schilder, Fanny Cor, Auguste Danse, Louis Dubois, Constantin Meunier, Alfred Stevens en Jacques Sturm.

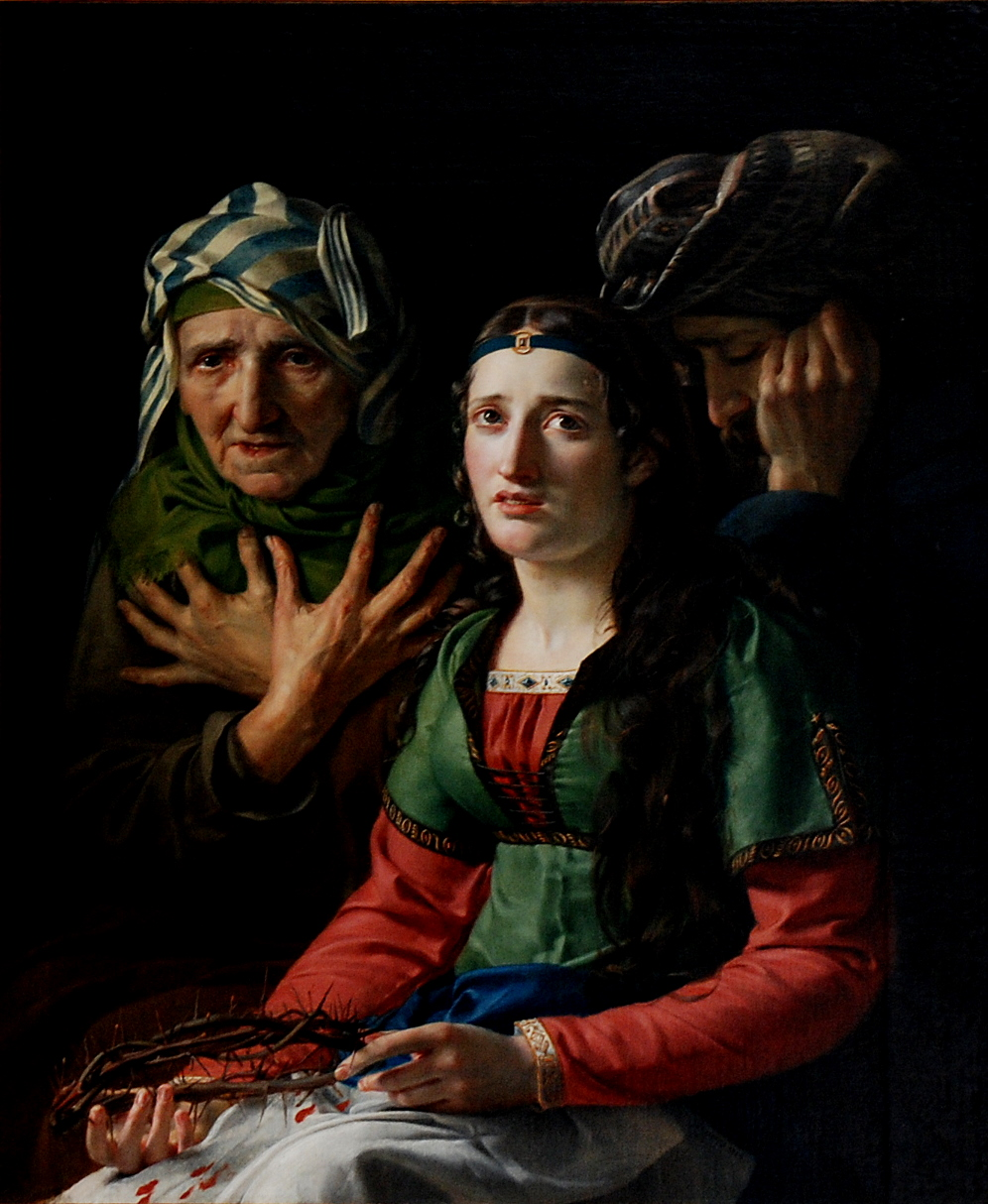
De heilige Veronica van Binasco in het Museum voor Schone Kunsten (Gent)
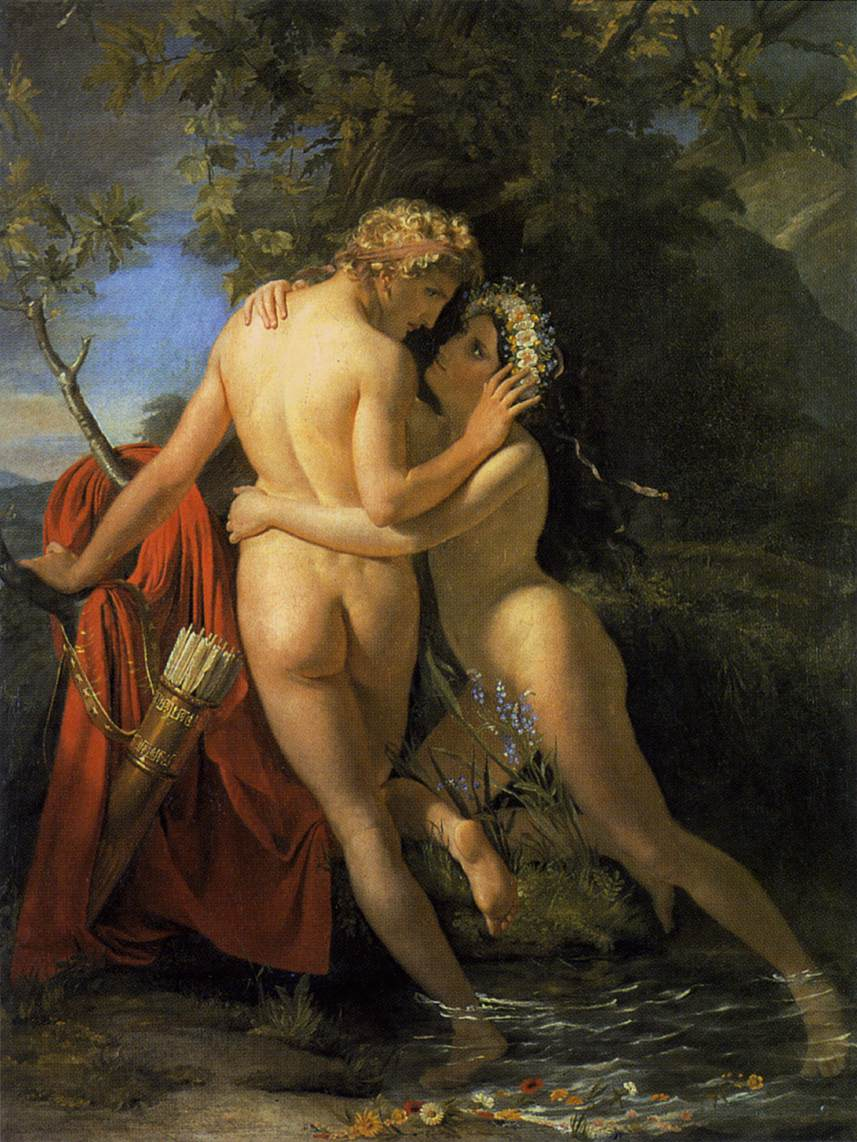
De nimf Salmacis en Hermaphroditus
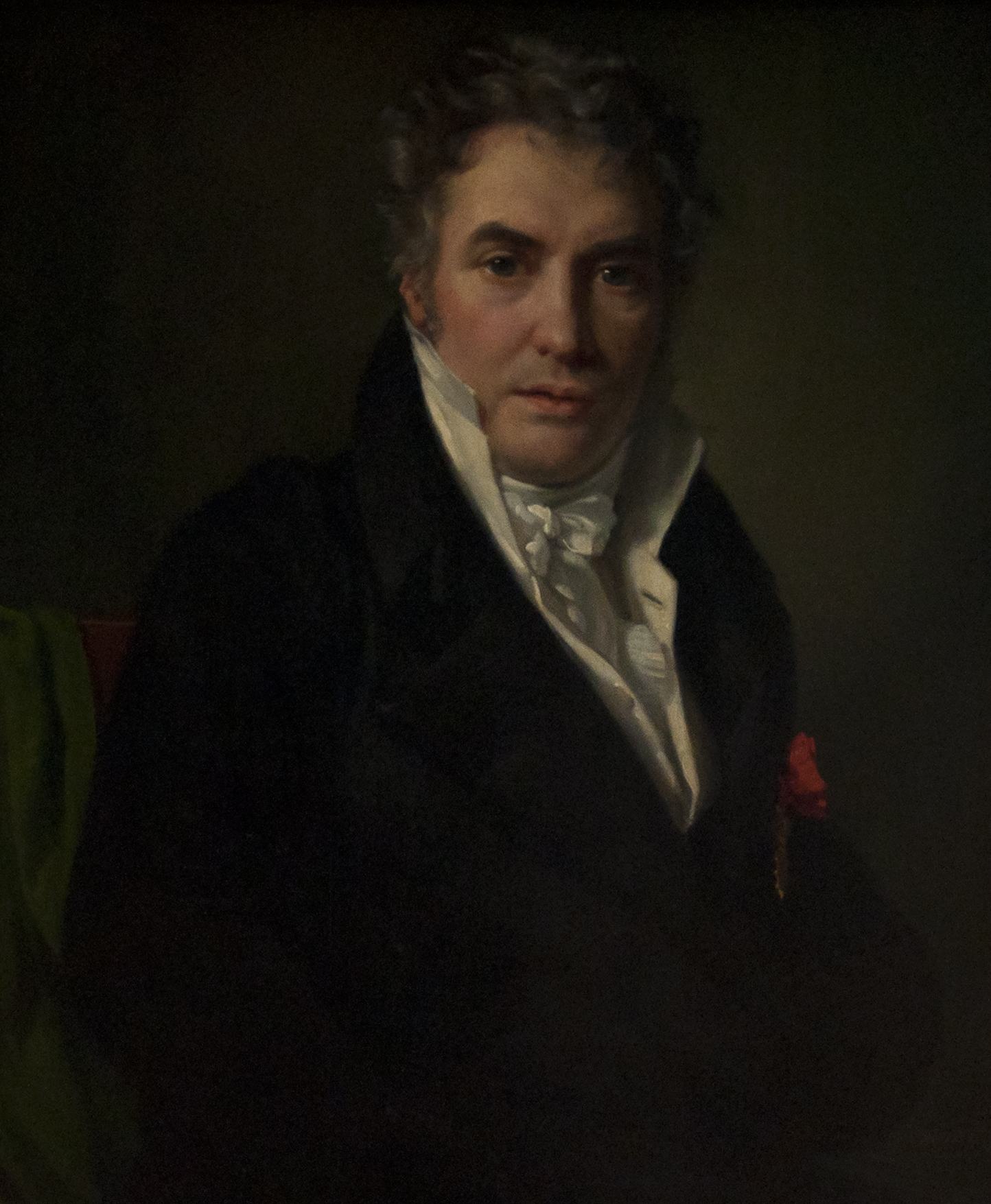
Portret van Jacques-Louis David (1817) in de Koninklijke Musea voor Schone Kunsten van België
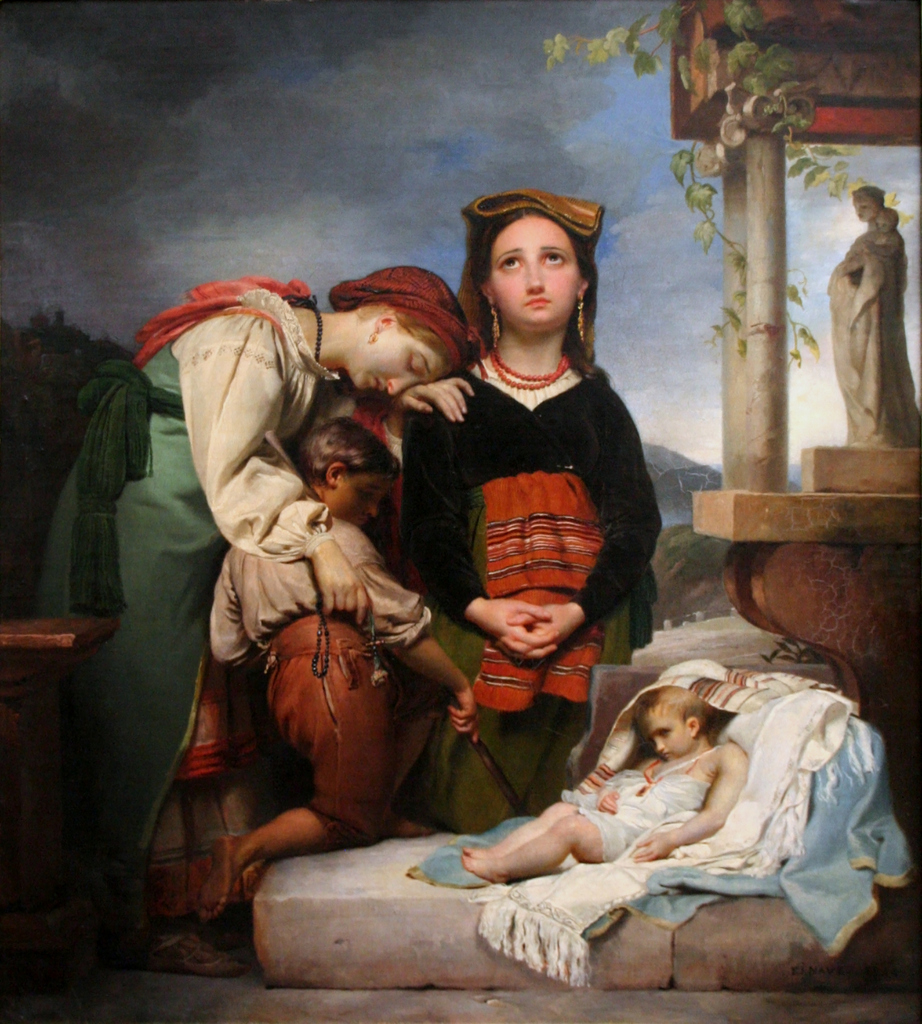
Het zieke kind in de Alte Nationalgalerie

- Bibliothèque nationale de France: cb136064930 (data)
- Biografisch Portaal: 01630662
- Gemeinsame Normdatei: 117548499
- International Standard Name Identifier: 0000 0000 8133 2488
- KulturNav: 12dee9da-94b9-4aa0-931f-5f5606c84bb8
- Library of Congress Control Number: nr00018919
- Nationale Bibliotheek van Israël: 987007442797805171
- Nederlandse Thesaurus van Auteursnamen: 069945608
- RKD-Nederlands Instituut voor Kunstgeschiedenis: 58967
- Système universitaire de documentation: 05345037X
- Union List of Artist Names: 500031876
- Virtual International Authority File: 54320066
- WorldCat: E39PBJmdt4QTD8B3RhMxCKYMfq